# Juan Roldán Ros
Juan Roldán Ros (Màlaga, 1942 - Madrid, 25 de juliol de 2015) va ser un periodista espanyol.

## Biografia
Llicenciat en Dret i graduat en Periodisme, la seva trajectòria professional va estar en principi vinculada a Televisió espanyola. Abans d'ingressar en la cadena de TV va ser corresponsal de l'Agencia EFE a Nova York. Ja an TVE, va assumir les corresponsalies de Washington i Londres. Posteriorment dirigiria el programa informatiu Crónica de siete dias.
D'altra banda, va ser membre de la redacció fundacional del Diario 16 (1976), del qual va ser Subdirector de la secció d'Internacional i arriba a convertir-se, a la fi dels anys setanta en Cap de Premsa de Unió de Centre Democràtic. En l'últim Govern d'UCD i sent Eugenio Nasarre Goicoechea Director General de RTVE, va ser nomenat Director d'Informatius de TVE, càrrec que va exercir durant uns mesos el 1982, fins a l'arribada a l'ens de José María Calviño.
En aquest moment, gener de 1983, s'incorpora a la redacció del diari El País. Un any després arribaria a ser nomenat director de la posteriorment clausurada Radio El País.
A la fi dels anys vuitanta va ser portaveu del Centre Democràtic i Social i candidat per aquest partit a les eleccions al Parlament Europeu de 1989.
Amb posterioritat ha exercit com a comentarista d'Internacional per a la Cadena COPE. El 1992 va presidir l'Associació de la Premsa de Madrid.
Més endavant, durant el mandat de Marcelino Oreja (1995-1999) va ser portaveu de la Comissaria d'Assumptes Institucionals, Comunicació Audiovisual i Cultura, de la Comissió Europea.
Entre altres llibres, ha publicat La nueva revolución americana i Un nuevo equilibrio de poder en la Unión Europea.
En 2014 se li va concedir el Premi Antena de Oro per la seva trajectòria professional.
Va estar casat amb la també periodista Curri Valenzuela.